# HMS Rodney (29)
El HMS Rodney (29) fue un acorazado de la Royal Navy perteneciente a la Clase Nelson construido en el periodo de entreguerras que participó en la Segunda Guerra Mundial. Su nombre lo recibió en honor al almirante sir George Brydges Rodney.

## El buque
Al igual que su gemelo, HMS Nelson, fue construido bajo los dictados del tratado naval de Washington de 1922, lo que implicó que su desplazamiento estándar fuera limitado a 35 000 toneladas y su velocidad recortada, así como el emplazamiento de su artillería principal.
Fueron terminados en 1927, estaban bien blindados y con un armamento principal compuesto por 9 piezas de 406 mm. Estas armas, sin embargo, eran equivalentes a las de 15 pulgadas (381 mm), ya que solo podían dispararse cada 45 segundos y los tubos debían ser reemplazados cada 200 disparos. Al igual que sus antecesores en la Royal Navy, su velocidad era baja, (23 nudos). Además sus máquinas dieron problemas frecuentemente. A diferencia de los acorazados anteriores de la Royal Navy, tenían toda la artillería principal a proa y toda su artillería secundaria instalada en torretas desde su botadura. Así mismo disponía de una catapulta para hidroaviones fijada en su tercera torreta, que fue retirada en 1942.

Subiendo el hidroavión Supermarine Walrus del Rodney.

El HMS Rodney fue construido en Birkenhead por Cammell-Laid. Botado en diciembre de 1925, fue comisionado en noviembre de 1927. Su construcción costó 7 617 000 de libras esterlinas.
Hasta la aparición de la nueva generación de acorazados en 1936, era la clase con mayor autonomía. La armada francesa tenía navíos similares, los Clase Dunkerque. Se les instalaron lanzacohetes al final de la guerra.
Como buque de la clase Nelson adolecían de graves fallos: 
- La configuración exageradamente original de su artillería principal, situada toda ella a proa del puente de mando, permitiendo disparar a ambas bandas o en misión de caza, sin posibilidad alguna de disparar en retirada.

- La poco elevada potencia de su aparato motor en comparación con sus coetáneos de igual tonelaje.

- Máquinas propulsoras con alta tasa de fallos, excesivo consumo de combustible y poca autonomía.

## Historial

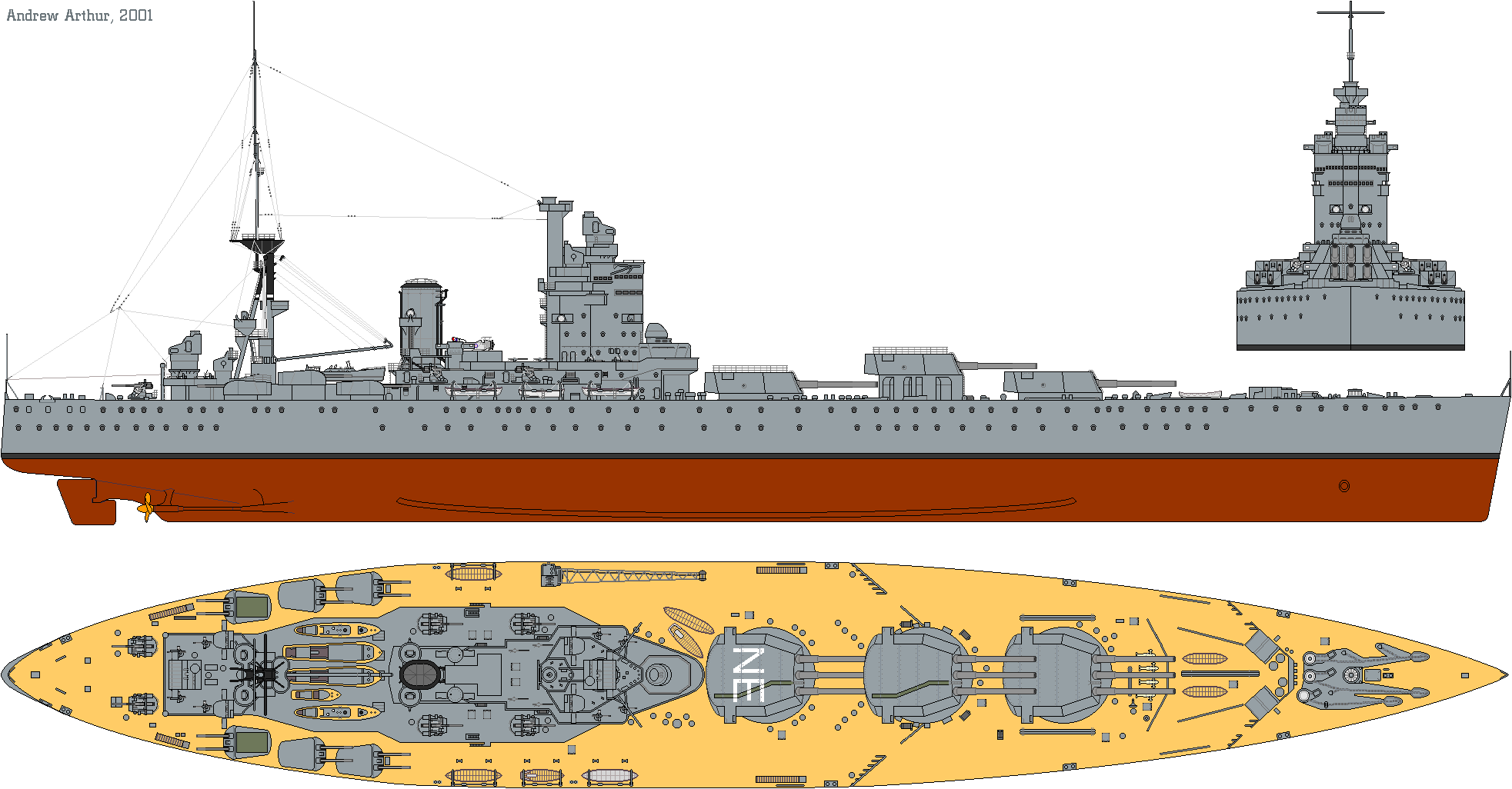
Esquema de la clase Nelson.

En 1931, las tripulaciones del HMS Rodney y del HMS Nelson participaron en el Motín naval de Invergordon.
Al igual que su gemelo, tenía base en Scapa Flow. En noviembre de 1939 participó en la caza del Scharnhorst y el Gneisenau tras el hundimiento del HMS Rawalpindi, pero tuvo una seria avería en una de sus turbinas y tuvo que regresar a la base para su reparación, que concluyó el último día del año. El aparato motor siempre fue su talón de Aquiles. 
Relevó al HMS Warspite como buque insignia de la flota y entró en combate en la campaña de Noruega, de abril a junio de 1940, siendo alcanzado por una bomba lanzada por un Ju-87 Stuka que le provocó 16 muertos y 43 heridos, aunque escasos daños materiales. 
Tras la campaña noruega fue destinado a Rosyth, y en noviembre de 1940, tras el hundimiento del HMS Jervis Bay, se le envió a patrullar las aguas del sur de Islandia hasta las Feroe junto a su gemelo, el HMS Nelson. 
A comienzos de 1941, cuando los dos acorazados corsarios alemanes (Scharnhorst y Gneisenau) intentaban otra vez burlar la vigilancia inglesa, el HMS Rodney fue desplegado en su persecución. Fracasado el intento de interceptarlos, fue enviado como escolta de los convoyes de Halifax y Freetow mientras el escuadrón alemán continuase en alta mar. El 16 de marzo de 1941, cuando protegía al convoy HX114, divisó en la lejanía a los acorazados alemanes pero no logró entrar en acción. Éstos, que se disponían a atacar al convoy en cuestión, cuando advirtieron la presencia del Rodney decidieron interrumpir el contacto y retirarse. 
En mayo de 1941 mientras iniciaban su travesía el Bismarck y el Prinz Eugen, el HMS Rodney escoltaba, junto a varios destructores, al transporte de tropas Britannic en ruta de Inglaterra a Egipto, pero dos horas después del hundimiento del HMS Hood recibió la orden de incorporarse a la caza del Bismarck, y el 26 de mayo se unió al HMS King George V, buque insignia, al sudoeste de Islandia. El día 27, ambos buques divisan al acorazado alemán, a la deriva, gracias a los torpedos lanzados por los Swordfish del portaaviones HMS Ark Royal, y entran en combate. Cuando la batalla finaliza, el HMS Rodney había disparado 375 proyectiles de 406 mm, de los que al menos 40 impactaron en el navío alemán. En el combate, durante diez minutos disparó salvas continuas con sus 9 cañones sobre el Bismarck. Le lanzó todos sus torpedos de 622 mm y una gran cantidad de proyectiles menores, especialmente de 152 mm.
Al final de la batalla tuvo que retirarse sin asistir al hundimiento del navío alemán por niveles de carburante demasiado bajos. El HMS Rodney no fue alcanzado por el fuego del Bismarck, aunque la onda expansiva de sus propios cañones le produjeron daños que tuvieron que ser reparados en Boston, donde el buque permaneció hasta agosto. 
Tras la vuelta al servicio fue destinado a la fuerza H en Gibraltar para tomar parte en la operación Halberd, del 24 al 30 de septiembre de 1941. Tras el torpedeo del HMS Nelson, le sustituyó como buque insignia y permaneció con la fuerza H hasta que fue relevado por el HMS Malaya en noviembre, participando antes de su retirada, del 14 al 19 de octubre, en el envío a Malta de varios torpederos, protegiendo al Ark Royal. 
De noviembre de 1941 a febrero de 1942, en la Home Fleet, permaneció en Hvalfiord (Islandia), para cubrir las entradas al Atlántico de buques alemanes. En febrero marchó a Liverpool, donde entró en dique para trabajos de mantenimiento hasta mayo. Enviado nuevamente al Mediterráneo en junio para cubrir un convoy a Malta, regresó a Scapa Flow, el 26 de julio. De allí al Mediterráneo de nuevo, esta vez para participar en la operación Pedestal, del 10 al 15 de agosto, y a fines de octubre fue transferido a la fuerza para apoyar el desembarco en el Norte de África, durante cuya operación bombardeó en noviembre las baterías y fuertes costeros franceses. 
En 1943 cubrió los desembarcos de Sicilia y Salerno y bombardeó la costa de Calabria. En octubre regresó a la Home Fleet, donde permaneció hasta el fin de la guerra. Entre junio y agosto de 1944, sus cañones apoyaron el Desembarco de Normandía y bombardearon intensamente la costa. 

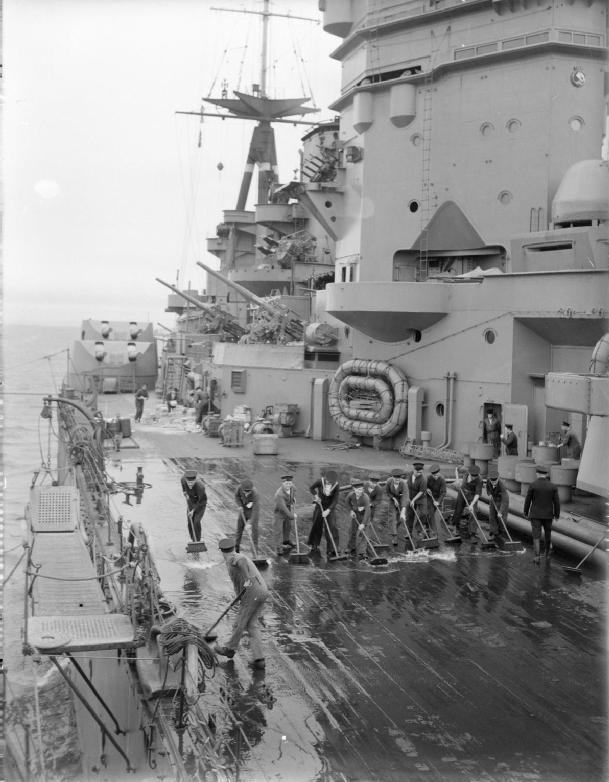
Al fondo la artillería secundaria en torretas, a la derecha, la artillería antiaérea.

 En septiembre fue destinado a la escolta lejana de los convoyes a Múrmansk y en noviembre de 1944, en el ocaso de su vida útil, regresó a Scapa Flow, de donde ya no habría de volver al mar abierto. 
El HMS Rodney tenía graves defectos en su aparato motor y en el casco, debido al continuo servicio. Era un buque anticuado y desfasado, necesitando ya de una modernización en 1939, que por el estallido de la guerra no llegó a llevarse a cabo (así como muchos otros), y que, tanto en 1943 como en 1944, fue pospuesta para una fecha que nunca llegó. 
Desde noviembre de 1944 hasta el fin de la guerra, el HMS Rodney, relevado de su rol como buque insignia por el HMS Duke of York en septiembre, permaneció inactivo en Scapa Flow. En noviembre de 1945 pasó a la reserva en Rosyth hasta que fue dado de baja de la lista de buques en servicio en 1948. Ese mismo año, el 26 de marzo, comenzaron las obras de desguace.